# 芒特弗農 (新罕布什爾州)
芒特弗農（英語：Mont Vernon）是一個位於美國新罕布什爾州希爾斯波羅縣的鎮。

## 人口
根據2020年美國人口普查的數據，芒特弗農的面積為43.80平方千米，當中陸地面積為43.60平方千米，而水域面積為0.20平方千米。當地共有人口2584人，而人口密度為每平方千米59人。